# 463
463（四百六十三、よんひゃくろくじゅうさん）は自然数、また整数において、462の次で464の前の数である。

## 性質
- 463は90番目の素数である。1つ前は461、次は467。
  - 約数の和は464。
    - 約数の和が回文数になる36番目の数である。1つ前は443、次は489。(オンライン整数列大辞典の数列 A028980)
    - 約数の和が回文数になる13番目の素数である。1つ前は443、次は827。(オンライン整数列大辞典の数列 A028981)
- 461と463は24番目の双子素数である。1つ前は (431, 433) 、次は  (521, 523) 。
- 463 = 463 + 0 × i (i は虚数単位)
  - a + 0 × i (a > 0) で表される45番目のガウス素数である。1つ前は443、次は467。
- 46…63 の形の最小の素数である。次は4663。ただし挟まれた数は無くてもいいとすると最小は43。(オンライン整数列大辞典の数列 A101730)
- 463 + 364 = 827
  - 463を逆順に並べた364を加えると827と素数になる。素数において逆順に並べた数を加えても素数になる11番目の数である。1つ前は443、次は467。(オンライン整数列大辞典の数列 A061783)
- 12番目の中心つき七角数である。1つ前は386、次は547。
- 7つの連続する素数の和で表せる17番目の数である。1つ前は431、次は493。
463 = 53 + 59 + 61 + 67 + 71 + 73 + 79
- 463 = 210 + 211 + 212
  - a = 21 のときの a 0 + a 1 + a 2 の値とみたとき1つ前は421、次は507。
    - a 0 + a 1 + a 2 で表せる12番目の素数である。1つ前は421、次は601。

  - 21の累乗和とみたとき1つ前は22、次は9724。(オンライン整数列大辞典の数列 A218724)
    - 463 = 213 − 1/21 − 1 = 223 + 1/22 + 1
- 桁の調和平均が4になる10番目の数である。1つ前は444、次は634。(オンライン整数列大辞典の数列 A062182)
例．3/1/4 + 1/6 + 1/3 = 4
- 各位の和が13になる37番目の数である。1つ前は454、次は472。
  - 各位の和が13になる数で素数になる10番目の数である。1つ前は409、次は571。(オンライン整数列大辞典の数列 A106755)

## その他 463 に関連すること
- 西暦463年
- 紀元前463年
- 463Lマスターパレット